# 小山春朋
小山 春朋（こやま はるとも、2009年〈平成21年〉4月3日 - ）は、日本の俳優（子役）。東京都練馬区出身。ホリプロ・インプルーブメント・アカデミー所属。

## 出演

### バラエティー
- にほんごであそぼ（2013年 - 、NHK教育）4代目レギュラー

### テレビドラマ
- 連続テレビ小説（NHK）
  - まれ 第129話 - （2015年） - 紺谷匠 役
- 医師たちの恋愛事情 第8話（2015年5月28日、フジテレビ）
- デスノート (2015年、日本テレビ)
- 家族ノカタチ 第1話・第2話・第4話・第8話（2016年1月17日・24日・2月7日・3月6日、TBS）
- 水族館ガール 第5話（2016年7月29日、NHK総合）
- 家売るオンナ（2016年、日本テレビ）
- ママゴト（2016年8月30日 - 10月18日、NHK BSプレミアム） - 大滋 役[2][3]
- 砂の塔〜知りすぎた隣人（2016年10月14日 - 12月16日、TBS） - 阿相俊介 役
- 勇者ヨシヒコと導かれし七人 第2話（2016年10月15日、テレビ東京） - 仏の子（さとし） 役[4]
- バイプレイヤーズ～もしも6人の名脇役がシェアハウスで暮らしたら～ 第7話・第11話（2017年2月25日・3月25日、テレビ東京） - きよし 役[5]
- オリガミの魔女と博士の四角い時間（2017年、NHK教育） - ノボル 役
- 中学聖日記 第6話 - 第8話（2018年11月13日 - 27日、TBS） - 山本英太 役
- 浦安鉄筋家族（2020年4月11日 - 9月26日、テレビ東京） - 鈴木フグオ 役
- 監察医 朝顔 第2シリーズ 第6話・第7話・最終話（2020年12月7日・14日・2021年3月22日、フジテレビ） - 藤堂大輔 役[6]
  - 監察医 朝顔 2022スペシャル（2022年9月26日）
- やっぱりおしい刑事 第3回（2021年3月21日、NHK BSプレミアム） - 清瀬俊 役
- アキラくん（2022年9月6日 - 27日、TOKYO MX） - 草場尚也 役[7]

### 映画
- 未来のミライ（2018年7月20日、東宝） - 男の子たち 役
- パパはわるものチャンピオン（2018年9月21日、アミューズ） - 大村しょうたの同級生　役
- ごっこ（2018年10月20日、パル企画） - カナデン 役
- 母さんがどんなに僕を嫌いでも（2018年11月16日、REGENTS） - 歌川タイジ（幼少期） 役[8]
- 私はいったい、何と闘っているのか（2021年12月17日、日活・東京テアトル） - 伊澤亮太 役[9]
- ラストサマーウォーズ（2022年7月1日、FLICKK） - 盛山基雄 役[10]